# سفارة إيطاليا في سويسرا
سفارة إيطاليا في سويسرا هي أرفع تمثيل دبلوماسي لدولة إيطاليا لدى سويسرا. تقع السفارة في برن وهي تهدف لتعزيز المصالح الإيطالية في سويسرا.

## وصلات خارجية
- قائمة سفارات إيطاليا
- قائمة السفارات في سويسرا